# 산화 구리(II)
산화 구리(II)(영어: copper(II) oxide)는 화학식이 CuO인 화합물이다.

## 같이 보기
- 산화 구리(I)